# ديريك بورتر
ديريك بورتر (بالإنجليزية: Derek Porter)‏ (22 يونيو 1936 في المملكة المتحدة - ) هو لاعب كرة قدم بريطاني في مركز جناح ‏. لعب مع ويغان أتلتيك ونادي بارو.